# Tréon
Tréon is een gemeente in het Franse departement Eure-et-Loir (regio Centre-Val de Loire). De plaats maakt deel uit van het arrondissement Dreux. Tréon telde op 1 januari 2022 1.448 inwoners.

## Geografie
De oppervlakte van Tréon bedroeg op 1 januari 2022 10,93 vierkante kilometer; de bevolkingsdichtheid was toen 132,5 inwoners per km².

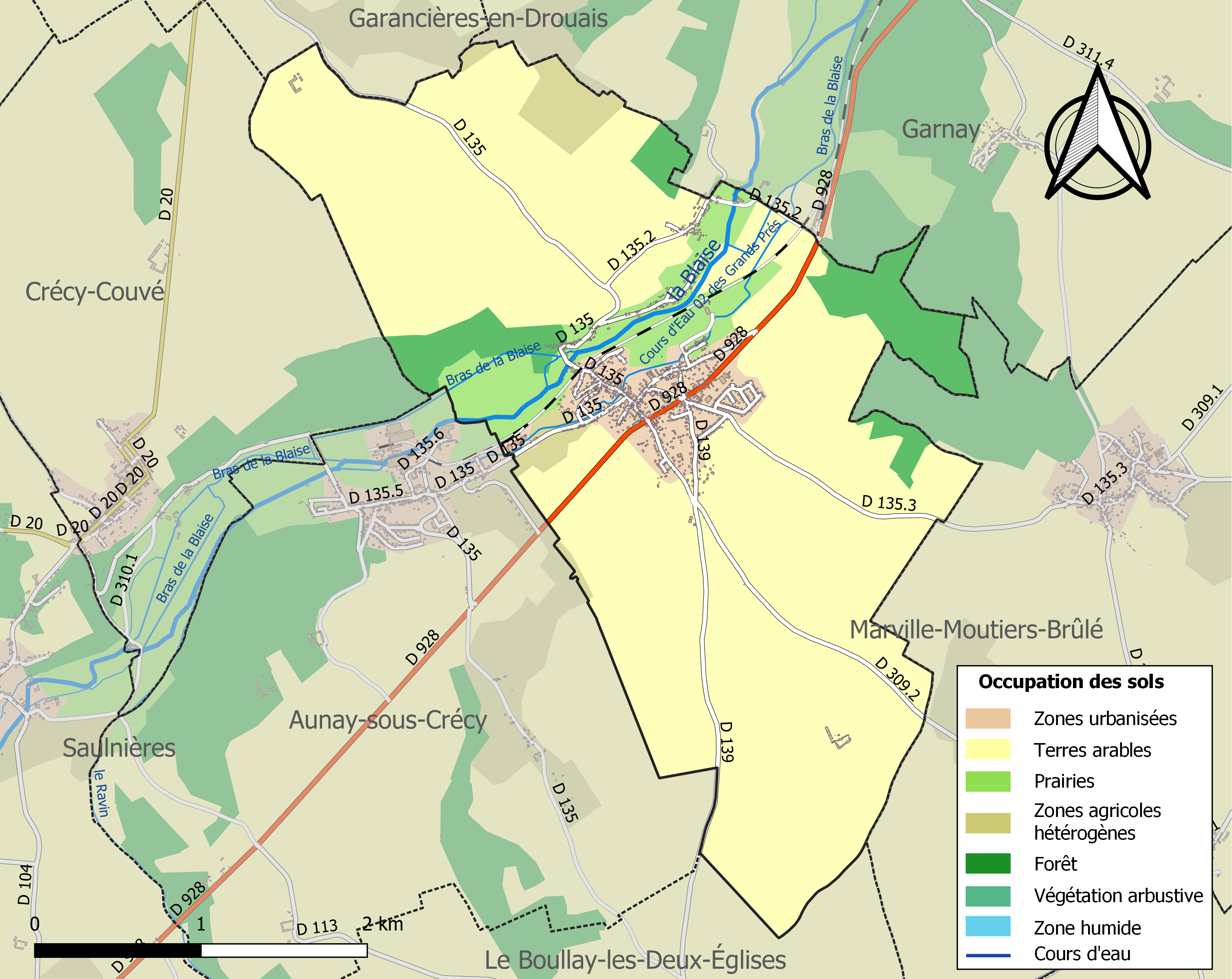
Kaart van de gemeente met belangrijkste infrastructuur, bodemgebruik en omliggende gemeenten

## Demografie
Onderstaande figuur toont het verloop van het inwonertal (bron: INSEE-tellingen).